# 亞亞斯德比亞哈馬
18°36′0″N 70°55′12″W / 18.60000°N 70.92000°W
亞亞斯德比亞哈馬（西班牙語：Las Yayas de Viajama），是多明尼加共和國的城鎮，位於該國南部，由阿蘇阿省負責管轄，面積472.54平方公里，2012年人口7,142，人口密度每平方公里15人。